# Étienne Bacrot
Étienne Bacrot est un joueur d'échecs français né le 22 janvier 1983 à Lille.
Jeune prodige des échecs, il devient grand maître international en 1997 à l'âge de 14 ans et 2 mois, un record à l'époque. Il a été champion du monde et d'Europe des moins de 10 ans, puis des moins de 12 ans et a remporté huit titres de champion de France, de 1999 à 2017.
Vainqueur du tournoi de Poïkovski (en 2005 et 2011) et de l'Open Aeroflot à Moscou en 2008, il finit troisième de la coupe du monde d'échecs 2005 à Khanty-Mansiïsk. En 2005, il atteint la neuvième place mondiale au classement de la FIDE, ce qui constitue son record.
Au 1er décembre 2023, il est le 49e joueur mondial et le no 3 français derrière Alireza Firouzja et Maxime Vachier-Lagrave avec un classement Elo de 2 683 points.
Le 18 octobre 2023, il ouvre une chaîne Youtube sur laquelle il analyse ses propres parties.

## Biographie et carrière

### Années de formation
Champion du monde des moins de 10 ans à Bratislava en 1993, Étienne Bacrot obtient à nouveau ce titre deux ans plus tard en « moins de 12 ans » à São Lourenço (Brésil) ainsi qu'en parties rapides à Disneyland Paris en 1995. Cette même année, en novembre 1995, il se distingue en annulant une partie face au futur champion du monde « classique », Vladimir Kramnik, en 8e de finale du tournoi Intel de Paris (0,5 – 1,5).
En décembre 1995, à douze ans, il finit deuxième ex æquo du Masters d'échecs d'Enghien et est le deuxième plus jeune joueur (après Judit Polgar) à réaliser les trois normes nécessaires pour le titre de maître international.
En mars 1997, il devient à 14 ans et deux mois le plus jeune GMI de l'histoire du jeu (record battu depuis).
Après avoir eu comme mentor Éric Prié (champion de France 1995), il commence — à partir de 1993 — à s'entraîner avec le grand maître ukrainien Iossif Dorfman (naturalisé français depuis) connu pour avoir été l’entraîneur de Garry Kasparov de 1984 à 1988. Celui-ci ne tarissait pas d'éloges sur son jeune élève : « Je n’ai jamais vu un tel prodige. Au même âge (12 ans), Kasparov était moins profond, moins fort tout simplement ». Il est le meilleur espoir français et devance de loin ses homologues nationaux.
En 1998, lors des rencontres du CCAS au Cap d'Agde, il dispute un match en deux parties rapides de 25 minutes plus 10 secondes par coup contre le programme d'échecs Virtua Chess 2, mais s'incline sur le score de 0,5 à 1,5 point.

### Matches à Albert, Bastia et Cannes (1995 à 2004)

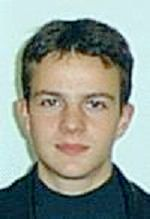
Étienne Bacrot en 1999.

Jouant aussi bien en tournoi qu'en compétition par équipes dès son jeune âge, Bacrot disputait chaque année (sauf en 2003), de 1995 jusqu’à 2004, un match en six parties contre un joueur de classe mondiale dans sa ville d'Albert dans la Somme.
Lors de ces matchs, il bat en 1995 Levon Aronian (3,5-2,5), puis en 1996 l'ancien champion du monde Vassily Smyslov, sur le score de 5-1. En 1997, il perd son duel contre Viktor Kortchnoï, l'ancien candidat au titre mondial contre Anatoli Karpov, 4-2. En 1998, il bat Robert Hübner 3,5-2,5. En 1999, il perd contre Aleksandr Beliavski 2,5-3,5, mais bat Judit Polgar, la meilleure joueuse du monde, dans un match en quatre parties disputé à Bastia dans le cadre du Circuit corse (en semi-rapide).
En 2000, il fait jeu égal avec Anatoli Karpov à Cannes (1-1 en parties classiques, 2-2 en parties rapides et blitz), puis perd 2 à 4 son match face à Nigel Short, le challenger de Garry Kasparov pour le titre mondial en 1993. En 2001, il fait match nul 3-3 contre Emil Sutovsky, l'un des meilleurs joueurs israéliens. En 2002, il bat Boris Guelfand 3,5-2,5. Enfin, en 2004, il gagne contre Ivan Sokolov 2,5-3,5.

### Multiple champion de France
Étienne Bacrot remporte le championnat de France individuel à huit reprises. Après cinq titres consécutifs de 1999 à 2003, il ne participe pas aux éditions des années suivantes. En 2004, il réalise un score parfait de 11 points sur 11 au championnat de France par équipes avec le NAO Chess Club, ce qui lui permet de devenir le premier Français à passer la barre des 2 700 points Elo.
En août 2008, après cinq années de non-participation, son retour au championnat de France, qui se déroule à Pau cette année-là, donne un nouveau suspens au tournoi, puisque Bacrot doit faire face au prodige — alors âgé de 17 ans — Maxime Vachier-Lagrave, champion de France en titre, qu'il réussit tout de même à battre aux blitz de départage pour se procurer son sixième titre national.
Il remporte le championnat de France d'échecs des clubs 2011 avec l'équipe première de son club, Marseille-Échecs.
En 2012, il remporte son septième titre de champion de France (partagé avec Édouard, Bauer et Vachier-Lagrave), puis en 2017, un huitième titre remporté au départage contre Laurent Fressinet.

### Carrière internationale

#### Championnats du monde FIDE (1997, 2000 et 2004)
En 1998, Bacrot est éliminé dès le premier tour du championnat du monde de la Fédération internationale des échecs 1997-1998 par Gueorgui Guéorgadzé.
En 2000, il est battu au deuxième tour du championnat du monde de la Fédération internationale des échecs 2000 par Peter Svidler.
En 2004, il est éliminé (1,5-2,5) par Teimour Radjabov au troisième tour du championnat du monde de la Fédération internationale des échecs 2004 à Tripoli.

#### Vainqueur du tournoi de Poïkovski et neuvième joueur mondial (2005)
Depuis son entrée dans le club des super grands maîtres, Bacrot est invité dans les plus grands tournois internationaux. En 2005 et 2011, il gagne le tournoi d'échecs de Poïkovski. En avril 2005, il obtient son meilleur classement mondial, en devenant le 9e joueur mondial et atteint un meilleur classement Elo de 2 731 points en avril 2005. En juillet 2005, à Dortmund, il se classe 3e en battant notamment Vladimir Kramnik (champion du monde Braingames).

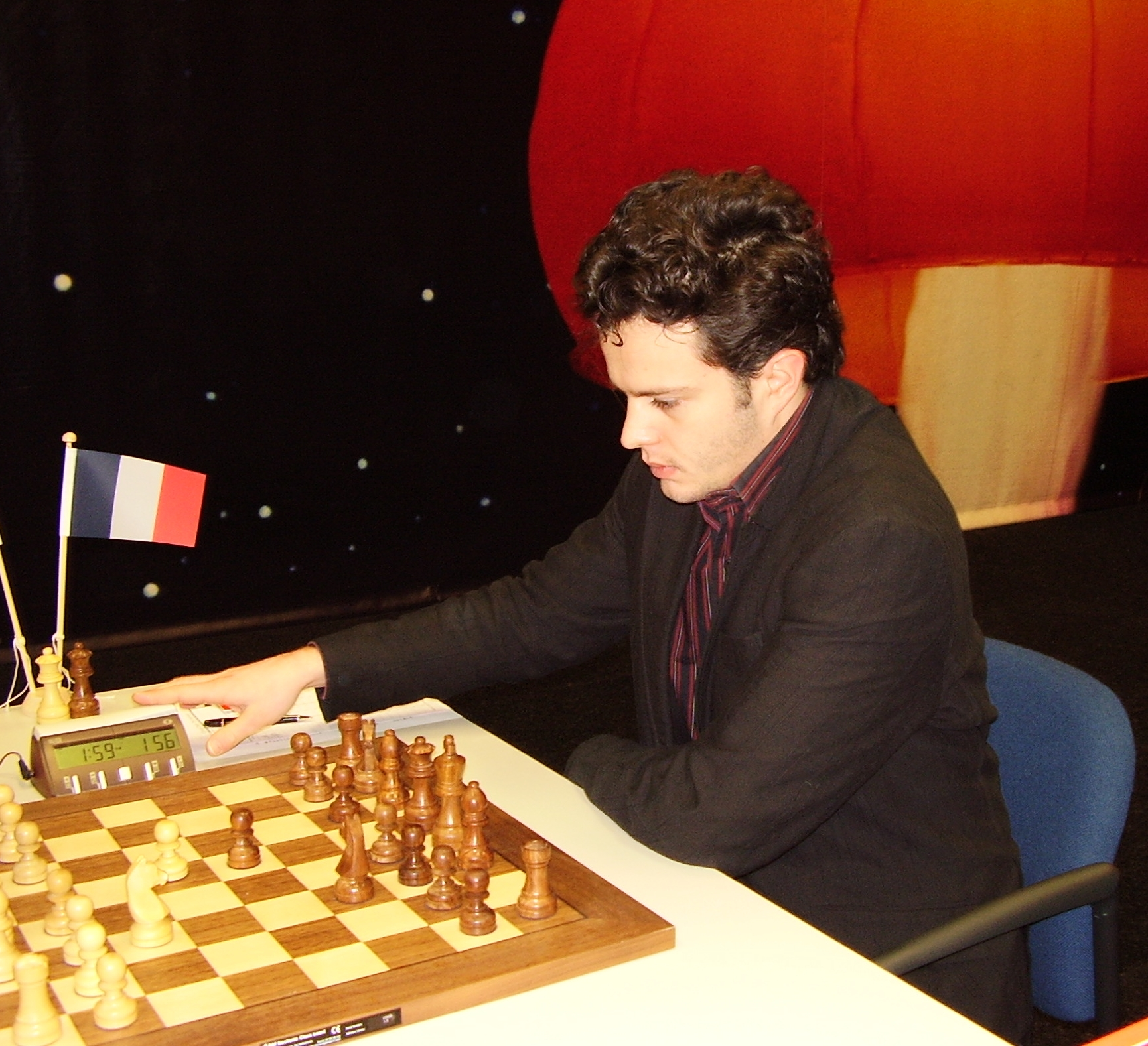
Étienne Bacrot lors du tournoi de Wijk aan Zee 2006.

L'année 2006 fut plus difficile pour Étienne. Invité pour la première fois dans trois des plus forts tournois fermés réservés à l'élite, les tournois de Wijk aan Zee, Linares et Sofia, il déçoit lors de l'ensemble de ces tournois en terminant régulièrement dans les dernières places.
Lors du Chess Classic Mainz 2006, Bacrot se qualifie pour le Championnat du monde 2007 d'échecs aléatoires Fischer qui l'oppose à Levon Aronian en remportant un tournoi de qualification avec la participation de joueurs comme Aleksandr Morozevitch, Aleksandr Grichtchouk ou encore Rustam Qosimjonov. Lors du championnat du monde 2007, Bacrot finit troisième derrière Anand et Aronian.

#### Coupe du monde 2005 et 2007, tournoi des candidats 2007
Fin 2005, Bacrot atteint les demi-finales de la coupe du monde d'échecs 2005 (victoires sur Chemfwa, Kempiński, Sutovsky, Lautier, Roublevski et Grichtchouk, défaite contre Aronian en demi-finale) et se classe troisième, se qualifiant ainsi pour le prochain cycle des candidats au titre mondial.
Il se fait éliminer en juin 2007 du cycle du championnat du monde 2007 au 1er tour des matches des candidats par l'Américain Gata Kamsky (sur le score de 0,5-3,5 au bout de 4 parties, le match étant arrêté à ce stade du fait de l'écart de 3 points impossible à rattraper lors des deux dernières parties prévues).
En raison notamment de cette contre-performance, il repasse brièvement sous la barre des 2 700 au classement Elo pour la retrouver au 1er janvier 2008.
Lors de la Coupe du monde d'échecs 2007, Étienne Bacrot, après avoir éliminé le Philippin Darwin Laylo, puis l'Israélien Michael Roiz, se fait éliminer au troisième tour par l'Ukrainien Sergueï Kariakine.
Dans une interview au magazine Europe Échecs (no 576 - avril 2008), Étienne Bacrot fait part de son ambition de retrouver le top 10 mondial, qu'il n'a pas revu depuis l'année 2005, déclarant tout de même que le temps n'était pas illimité face à la montée de la nouvelle génération, représentée notamment par Magnus Carlsen et Sergueï Kariakine.
En novembre 2007, il se qualifie pour la finale du championnat du monde de blitz (parties de 5 minutes) à Moscou. Lors de la finale, il finit à l'avant-dernière place (sur vingt joueurs).

#### Vainqueur de l'open Aeroflot (2009)  et du tournoi de Poïkovski (2011)
En 2009, Bacrot remporte l'Open Aeroflot à Moscou, considéré par beaucoup comme le plus fort open du monde, ce qui le qualifie pour le tournoi d'échecs de Dortmund, un des trois tournois majeurs de l'année, où il finit 5e sur 6 en juillet 2009. En 2011, il remporte pour la deuxième fois le tournoi d'échecs de Poïkovski devant Sergueï Kariakine, battu au départage.

#### Coupes du monde 2009, 2011 et 2013

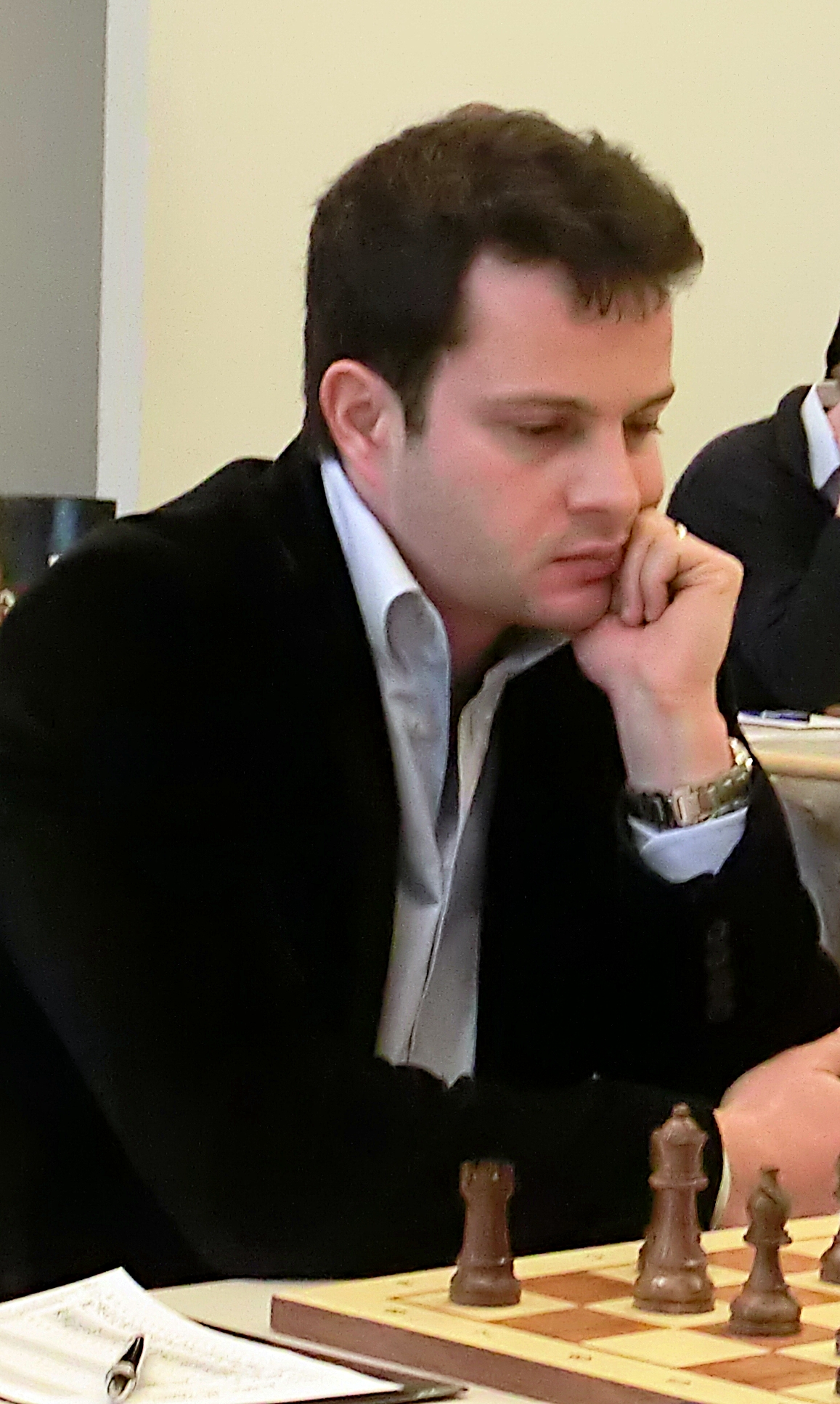
Étienne Bacrot en 2013.

Lors de la coupe du monde d'échecs 2009, Bacrot est éliminé au quatrième tour (en huitième de finale) après avoir battu Friso Nijboer, Krishnan Sasikiran et Wang Yue.
En octobre 2010, il finit troisième du tournoi d'échecs de Nankin en battant, entre autres, le champion du monde Viswanathan Anand. Lors de la coupe du monde d'échecs 2011, il bat Ray Robson au premier tour, puis Anton Filippov avant d'être éliminé au troisième tour par Radjabov. Lors de la coupe du monde d'échecs 2013, il est battu au deuxième tour par Aleksandr Moiseenko.

#### Meilleur classement Elo (2013)
Son meilleur classement Elo est de 2 749 points (quinzième joueur mondial), obtenu en novembre 2013 après des troisièmes places réalisées aux tournois de Bienne en juillet 2013 et au Grand Prix FIDE de Paris en septembre-octobre 2013.
En 2015, il termine cinquième ex æquo du super-tournoi Grenke de Baden-Baden.

#### Coupes du monde 2017 et 2021
En juin 2017, Bacrot finit dix-huitième (sur 395 joueurs) du championnat d'Europe d'échecs individuel et se qualifie pour la coupe du monde d'échecs 2017 (les 23 premiers sont qualifiés).
À Tbilissi, lors de la coupe du monde, il est éliminé au deuxième tour (après départage) par le Chinois Bu Xiangzhi, qui élimine également le champion du monde Magnus Carlsen lors du troisième tour.
En 2021, il se qualifie pour le quart de finale de la Coupe du monde disputée à Sotchi. Il perd le match contre le Champion du monde Magnus Carlsen. Ce résultat le qualifie pour le Grand Prix FIDE 2022.

### Compétitions par équipes

#### Vainqueur de la coupe d'Europe des clubs (2003-2004)
Bacrot remporte à deux reprises la prestigieuse Coupe d’Europe des clubs en 2003 et 2004 avec l'équipe du NAO.
Après une saison passée au club du Paris Chess 15, il rejoint par la suite Marseille Échecs jusqu'en 2013. Il est ensuite licencié à Bischwiller.

#### Avec l'équipe de France
En novembre 2006, Étienne Bacrot termine invaincu au premier échiquier lors de l'Olympiade d'échecs de 2006 à Turin. Avec six points sur huit (+4, =4), il réalise la troisième meilleure performance de l'olympiade, à plus de 2 800 Elo  en annulant contre les joueurs de l'élite mondiale Vladimir Kramnik et Levon Aronian, et en battant notamment Gata Kamsky et Ivan Sokolov. Il décroche ainsi une médaille de bronze individuelle. Il devance au classement général Magnus Carlsen (quatrième) et Sergueï Kariakine (cinquième).
En 2013, il fait partie, au premier échiquier, de l'équipe de France qui termine vice-championne d'Europe d'échecs par équipes au Championnat d'Europe d'échecs des nations à Varsovie.

### Vie privée
Étienne Bacrot a un fils nommé Alexandre et une fille nommée Victoria avec sa femme Nathalie (née Bonnafous), elle-même joueuse d'échecs de haut niveau, ancienne championne de France jeunes, avec un Elo qui a atteint 2 114 en 2011. Nathalie Bacrot et ses enfants sont licenciés à La Tour hyéroise[réf. nécessaire].

## Palmarès

### Compétitions de jeunes et titres FIDE
| Année | Fait notable                                                              |
| ----- | ------------------------------------------------------------------------- |
| 1992  | Champion de France des moins de 10 ans (poussins)                         |
| 1992  | Troisième du Championnat du monde des moins de 10 ans à Duisbourg         |
| 1993  | Champion du monde des moins de 10 ans à Bratislava (Slovaquie)            |
| 1993  | Champion d'Europe des moins de 10 ans à Szombathely                       |
| 1993  | Titre de maître de la Fédération internationale des échecs à dix ans      |
| 1994  | Deuxième du championnat du monde des moins de 12 ans à Szeged             |
| 1994  | Champion d'Europe rapide des moins de 12 ans à EuroDisney Paris           |
| 1995  | Champion d'Europe des moins de 12 ans à Verdun                            |
| 1995  | Champion du monde des moins de 12 ans à São Lourenço (Brésil) (10/11)     |
| 1995  | Titre de maître international à l'âge de 12 ans                           |
| 1995  | Champion d'Europe rapide des moins de 12 ans à EuroDisney Paris (8,5/9)   |
| 1996  | Cinquième du championnat du monde des moins de 14 ans                     |
| 1997  | Titre de grand maître international à l'âge de 14 ans.                    |
| 1999  | Victoire au 1er Young Masters de Lausanne, bat Ponomariov en finale (2-0) |
| 2000  | Deuxième place aux classements mondiaux junior de juillet et octobre 2000 |
| 2001  | Deuxième (finaliste) du 3e Young Masters de Lausanne remporté par Bruzón  |
| 2003  | Deuxième (finaliste) du 4e Young Masters de Lausanne remporté par McShane |

### Matchs
| Année | Lieu      | Adversaire          | Résultat                                                                         |
| ----- | --------- | ------------------- | -------------------------------------------------------------------------------- |
| 1995  | Cannes    | Michele Godena      | Match perdu (1-5)                                                                |
| 1995  | Albert    | Levon Aronian       | Victoire (3,5-2,5)                                                               |
| 1996  | Amsterdam | Gennadi Sosonko     | (mémorial Donner) : égalité (1-1)                                                |
| 1996  | Albert    | Vassily Smyslov     | Victoire (5-1)                                                                   |
| 1997  | Internet  | Simen Agdestein     | égalité (1-1)                                                                    |
| 1997  | Albert    | Viktor Kortchnoï    | Match perdu (2-4),                                                               |
| 1998  | Albert    | Robert Hübner       | Victoire (3,5-2,5)                                                               |
| 1999  | Albert    | Aleksandr Beliavski | Match perdu (2,5-3,5)                                                            |
| 1999  | Bastia    | Judit Polgar        | Victoire (3-1 en jeu rapide)                                                     |
| 2000  | Cannes    | Anatoli Karpov      | égalité (3 à 3) : parties classiques (1-1), blitz (0-2) et parties rapides (2-0) |
| 2000  | Szeged    | Zoltan Almasi       | Match perdu (2,5-3,5)                                                            |
| 2000  | Albert    | Nigel Short         | Match perdu (2-4)                                                                |
| 2001  | Albert    | Emil Sutovsky       | égalité (3-3)                                                                    |
| 2002  | Albert    | Boris Guelfand      | Victoire (3,5-2,5, +1 =5)                                                        |
| 2004  | Albert    | Ivan Sokolov        | Victoire (3,5-2,5)                                                               |
| 2007  | Elista    | Gata Kamsky         | Match des candidats perdu (0,5-3,5)                                              |

### Championnats de France
Bacrot a remporté huit titres en quinze participations au championnat de France d'échecs.
| Année | Lieu          | Classement           | Marque              | Gains | Défaites | Nulles | Notes |
| ----- | ------------- | -------------------- | ------------------- | ----- | -------- | ------ | --- |
| 1998  | Méribel       | Deuxième             | 9,5 / 15            | 6     | 2        | 7      | Tournoi remporté par Iossif Dorfman (10 / 15).                                                                  |
| 1999  | Besançon      | Champion             | 8 / 11              | 6     | 1        | 4      | Premier titre à l'âge de 16 ans.                                                                                |
| 2000  | Vichy         | Champion             | 8 / 11              | 6     | 1        | 4      | |
| 2001  | Marseille     | Champion             | 7 / 11              | 3     | 0        | 8      | Bacrot remporte le départage final à 3 contre Vaïsser et Degraeve (+2 =2)                                       |
| 2002  | Val-d'Isère   | Champion             | 7,5 / 11            | 5     | 1        | 5      | Bacrot remporte le départage rapide contre Lautier (+1 =1)                                                      |
| 2003  | Aix-les-Bains | Champion             | 7,5 / 11            | 5     | 1        | 5      | Bacrot remporte le départage à 3 contre Lautier et Sokolov (+3 =0).                                             |
| 2008  | Pau           | Champion             | 8,5 / 11            | 6     | 0        | 5      | Bacrot remporte le départage rapide contre Vachier-Lagrave (+1 =1).                                             |
| 2010  | Belfort       | Troisième            | 7 / 11              | 3     | 0        | 8      | Tournoi remporté par Laurent Fressinet (8 / 11).                                                                |
| 2011  | Caen          | 2e-5e                | 6,5 / 11            | 2     | 0        | 9      | Tournoi remporté par Vachier-Lagrave (7 / 11).                                                                  |
| 2012  | Pau           | Covainqueur (1er-4e) | 7 / 10              | 4     | 0        | 6      | Tournoi arrêté une ronde avant la fin. Le titre est partagé entre les quatre premiers.                          |
| 2014  | Nîmes         | Deuxième             | 7,5 / 11            | 5     | 1        | 5      | Tournoi remporté par Fressinet (8,5 / 11).                                                                      |
| 2015  | Saint-Quentin | Troisième            | 7 / 11              | 3     | 0        | 8      | Tournoi remporté par Christian Bauer (7,5 / 11).                                                                |
| 2017  | Agen          | Champion             | 6 / 9               | 3     | 0        | 6      | Bacrot remporte le départage rapide contre Fressinet (+1 =4).                                                   |
| 2018  | Nïmes         | Quatrième            | 5,5 / 9             | 3     | 1        | 5      | Tournoi remporté par Tigran Gharamian (6 : 9)                                                                   |
| 2022  | Albi          | Deuxième (finaliste) | 4,5 / 8 (classique) | 1     | 0        | 7      | (+1 =7) en parties classiques (+3 −2 =1) en parties rapides, (2-2) en blitz Finale remportée par Jules Moussard |

### Championnats du monde
| Année | Lieu                             | Résultat                                        | Ultime adversaire                               | Adversaires battus                     |
| ----- | -------------------------------- | ----------------------------------------------- | ----------------------------------------------- | -------------------------------------- |
| 1997  | Groningue (championnat du monde) | premier tour                                    | Gueorgui Guéorgadzé                             |                                        |
| 1998  | Escaldes (tournoi zonal)         | 9e-12e du tournoi zonal (5,5 / 9)               | 9e-12e du tournoi zonal (5,5 / 9)               |                                        |
| 2000  | New Delhi (championnat du monde) | deuxième tour                                   | Peter Svidler                                   | Andreï Rytchagov                       |
| 2004  | Tripoli (championnat du monde)   | troisième tour                                  | Teimour Radjabov                                | Pascal Charbonneau, Darmen Sadvakassov |
| 2007  | Elista (matchs des candidats)    | Battu par Gata Kamsky au premier tour (0,5-3,5) | Battu par Gata Kamsky au premier tour (0,5-3,5) |                                        |

### Coupes du monde
| Année | Lieu                             | Résultat                            | Ultime adversaire           | Adversaires battus                                                                                        |
| ----- | -------------------------------- | ----------------------------------- | --------------------------- | --- |
| 2005  | Khanty-Mansiïsk (coupe du monde) | troisième place                     | Levon Aronian (demi-finale) | Stanley Chumfwa, Robert Kempiński, Emil Sutovsky, Joël Lautier, Sergueï Roublevski, Aleksandr Grichtchouk |
| 2007  | Khanty-Mansiïsk (coupe du monde) | troisième tour                      | Sergueï Kariakine           | Darwin Laylo, Michael Roiz                                                                                |
| 2009  | Khanty-Mansiïsk (coupe du monde) | quatrième tour (huitième de finale) | Ruslan Ponomariov           | Friso Nijboer, Krishnan Sasikiran Wang Yue                                                                |
| 2011  | Khanty-Mansiïsk (coupe du monde) | troisième tour                      | Teimour Radjabov            | Ray Robson, Anton Filippov                                                                                |
| 2013  | Tromsø                           | deuxième tour                       | Aleksandr Moiseenko         | Simen Agdestein                                                                                           |
| 2017  | Tbilissi                         | deuxième tour                       | Bu Xiangzhi                 | Alexandr Fier                                                                                             |
| 2021  | Sotchi                           | quart de finale                     | Magnus Carlsen              | Ravi Haria Bassem Amin Pavel Ponkratov Kacper Piorun                                                      |
| 2023  | Bakou                            | quatrième tour (16e de finale)      | Vidit Santosh Gujrathi      | Nay Lin Tun, Aleksandar Inđić, Yu Yangyi                                                                  |

### Compétitions et matchs par équipes

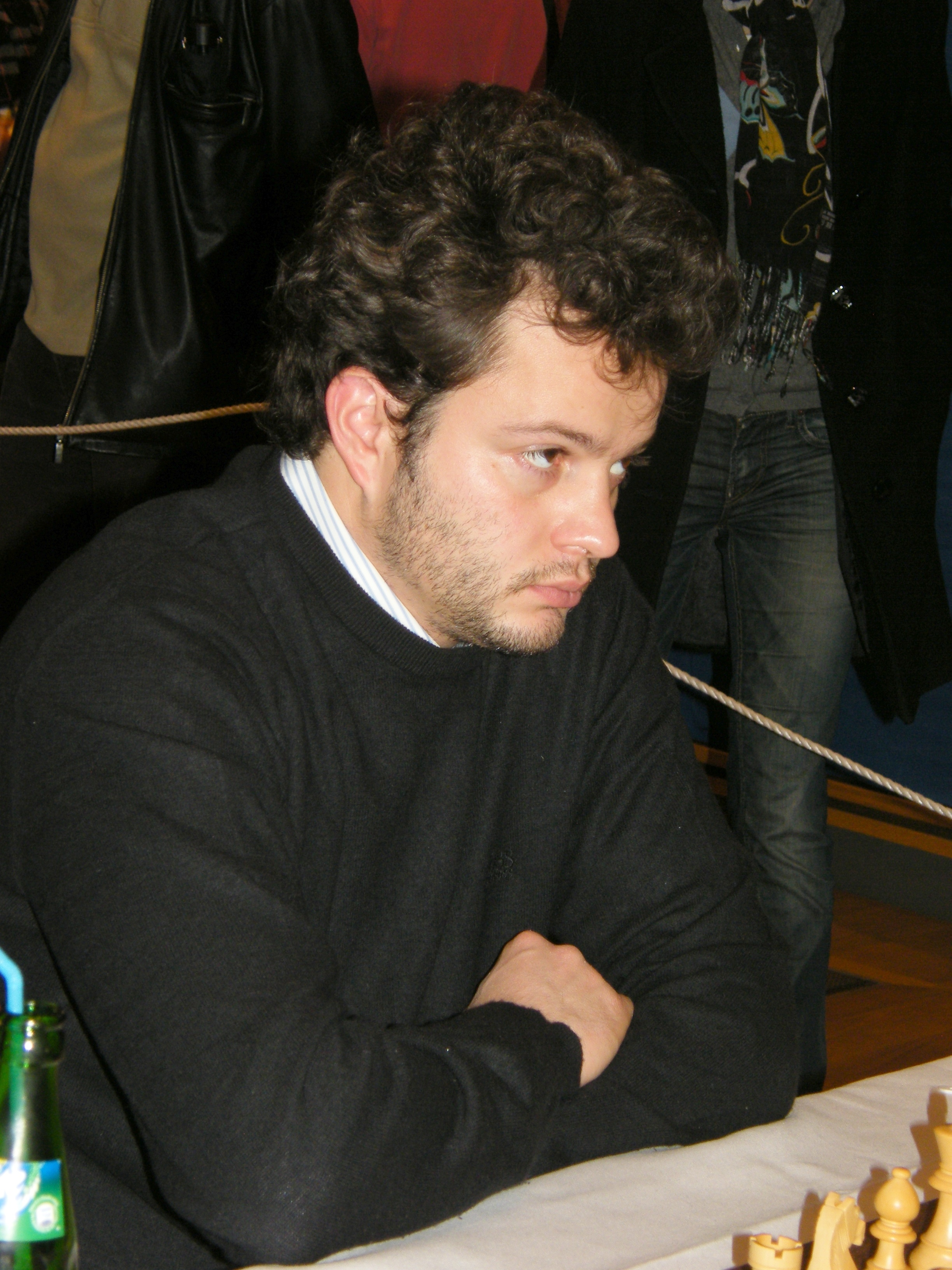
Bacrot lors de l'Olympiade d'échecs de 2008 à Dresde.

| Année | Fait notable |
| ----- | --- |
| 1995  | Festival de Bienne : match-tournoi contre une sélection européenne Meilleur résultat de l'équipe franco-suisse : 6,5 / 12 (+2 −1 = 9)                                |
| 1996  | Cinquième place à l'échiquier de réserve lors de l'olympiade d'Erevan (première norme de grand maître international)                                                 |
| 1998  | Match Jeunes contre Vétérans à Cannes (1er-3e) : marque 5 / 8 contre les vétérans 1-1 contre Kortchnoî et contre Spassky, 1,5-0,5 contre Gligoric et contre Taïmanov |
| 1999  | Médaille de bronze par équipes à la Coupe d'Europe avec le ŠK Kiseljak                                                                                               |
| 2001  | Médaille d'argent par équipes au championnat d'Europe par équipes |
| 2003  | Vainqueur de la coupe d'Europe des clubs à Réthymnon avec le NAO Paris et médaille d'argent individuelle (4 /5 au cinquième échiquier)                               |
| 2004  | 3e-6e du match Arménie-Reste du monde à Moscou (3,5/6) |
| 2004  | Score de 11 points sur 11 lors du championnat de France des clubs |
| 2004  | Vainqueur de la coupe d'Europe des clubs à Izmir avec le NAO Paris                                                                                                   |
| 2005  | Médaille de bronze par équipes au championnat d'Europe par équipes                                                                                                   |
| 2005  | Médaille de bronze par équipes à la Coupe d'Europe des clubs avec le NAO Paris                                                                                       |
| 2006  | Médaille de bronze individuelle à l'Olympiade d'échecs de Turin (6 / 8) (troisième performance individuelle parmi tous les joueurs de l'olympiade)                   |
| 2008  | Médaille d'or individuelle à la coupe d'Europe (5,5 / 7, +4 =3, au 2e échiquier) Médaille d'argent par équipes avec le club OSG Baden-Baden                          |
| 2011  | Médaille d'argent individuelle à la coupe d'Europe (4,5 / 6 au 3e échiquier)                                                                                         |
| 2013  | Médaille d'argent par équipes au championnat d'Europe par équipes |
| 2014  | Médaille de bronze individuelle à la coupe d'Europe (3,5 / 6 au 4e échiquier)                                                                                        |
| 2015  | Médaille d'argent individuelle au championnat d'Europe par équipes (4e échiquier)                                                                                    |
| 2021  | Médaille d'argent par équipes au championnat d'Europe par équipes |

### Tournois internationaux classiques

#### Années 1990

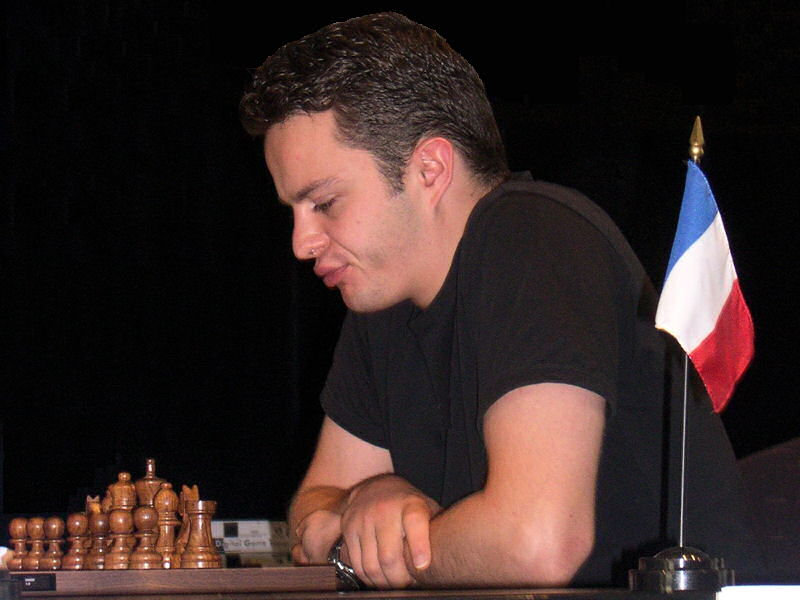
Étienne Bacrot au 37e Festival de Bienne en juillet 2004.

| Année | Fait notable |
| ----- | --- |
| 1994  | 6e-9e avec 4,5 points sur 9 du tournoi de Nice (victoire de Nikola Mitkov)                                                           |
| 1995  | 2e-4e du Masters d'échecs d'Enghien (victoire de Igors Rausis) (troisième norme de maître international)                             |
| 1997  | 3e-4e du tournoi de Wijk aan Zee B (victoire de Nijboer et Van der Sterren) (6,5 / 11, deuxième norme de grand maître international) |
| 1997  | Vainqueur du Masters d'Enghien (ex æquo avec Viktor Kortchnoï) (troisième norme de grand maître international)                       |
| 1997  | 3e-4e du tournoi de Linz en Autriche (6/8, victoire de Beim et Almasi)                                                               |
| 1998  | 5e-7e du tournoi de Pampelune 1997-1998 (4,5 / 9)                                                                                    |
| 1998  | 7e-8e du Mémorial Capablanca à La Havane (5 / 11)                                                                                    |
| 1999  | Vainqueur sans défaite du tournoi des Bermudes : 9 / 12 (+6, =6)                                                                     |
| 1999  | 3e-5e du Masters d'Enghien remporté par Joël Lautier,                                                                                |

#### Années 2000

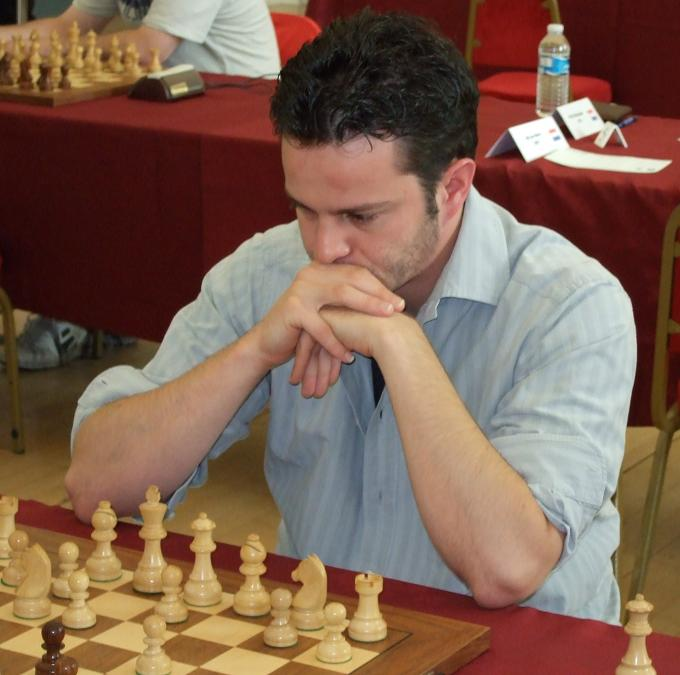
Étienne Bacrot en 2008.

| Année | Fait notable |
| ----- | --- |
| 2001  | 1er-2e de l'open Hannibal de Linares (devancé au départage par Sturua)                                                                   |
| 2001  | 3e-5e du Masters d'Enghien remporté par Akopian devant Lautier,                                                                          |
| 2002  | 3e-7e du NAO Masters à Cannes (cat. 18, victoire de Topalov et Guelfand),                                                                |
| 2003  | 2e-3e du tournoi de grands maîtres du festival de Bienne (cat. 16)                                                                       |
| 2004  | Vainqueur de l'open de Verone (5,5 / 7)                                                                                                  |
| 2004  | Premier Français à dépasser la barre des 2 700 points Elo                                                                                |
| 2005  | Premier Français à se classer parmi les dix meilleurs joueurs mondiaux (Neuvième place dans les quatre classements trimestriels de 2005) |
| 2005  | Septième à l'open Aeroflot de Moscou (6 / 9)                                                                                             |
| 2005  | 2e-5e au tournoi de Dortmund (victoire de Naiditsch)                                                                                     |
| 2005  | Victoire au Tournoi Karpov de Poïkovski                                                                                                  |
| 2006  | Participation aux tournois de Wijk aan Zee A (Corus), Linares et Sofia (Mtel)                                                            |
| 2008  | 2e-3e au Tournoi de Wijk aan Zee (Corus) B remporté par Sergei Movsesian                                                                 |
| 2008  | 5e-9e du Grand Prix FIDE de Elista (6,5 / 13)                                                                                            |
| 2009  | Vainqueur de l'open Aeroflot à Moscou |
| 2009  | Quatrième du Grand Prix FIDE de Naltchik (catégorie 20, victoire de Aronian)                                                             |
| 2009  | Cinquième du tournoi de Dortmund : 4 / 10 (catégorie 20, victoire de Kramnik)                                                            |
| 2009  | Deuxième du tournoi de Montréal : 7 / 11 (+3 =8, victoire de Naïditsch)                                                                  |
| 2009  | 2e-3e du tournoi Inventi d'Anvers (victoire de Sutovsky)                                                                                 |

#### Années 2010

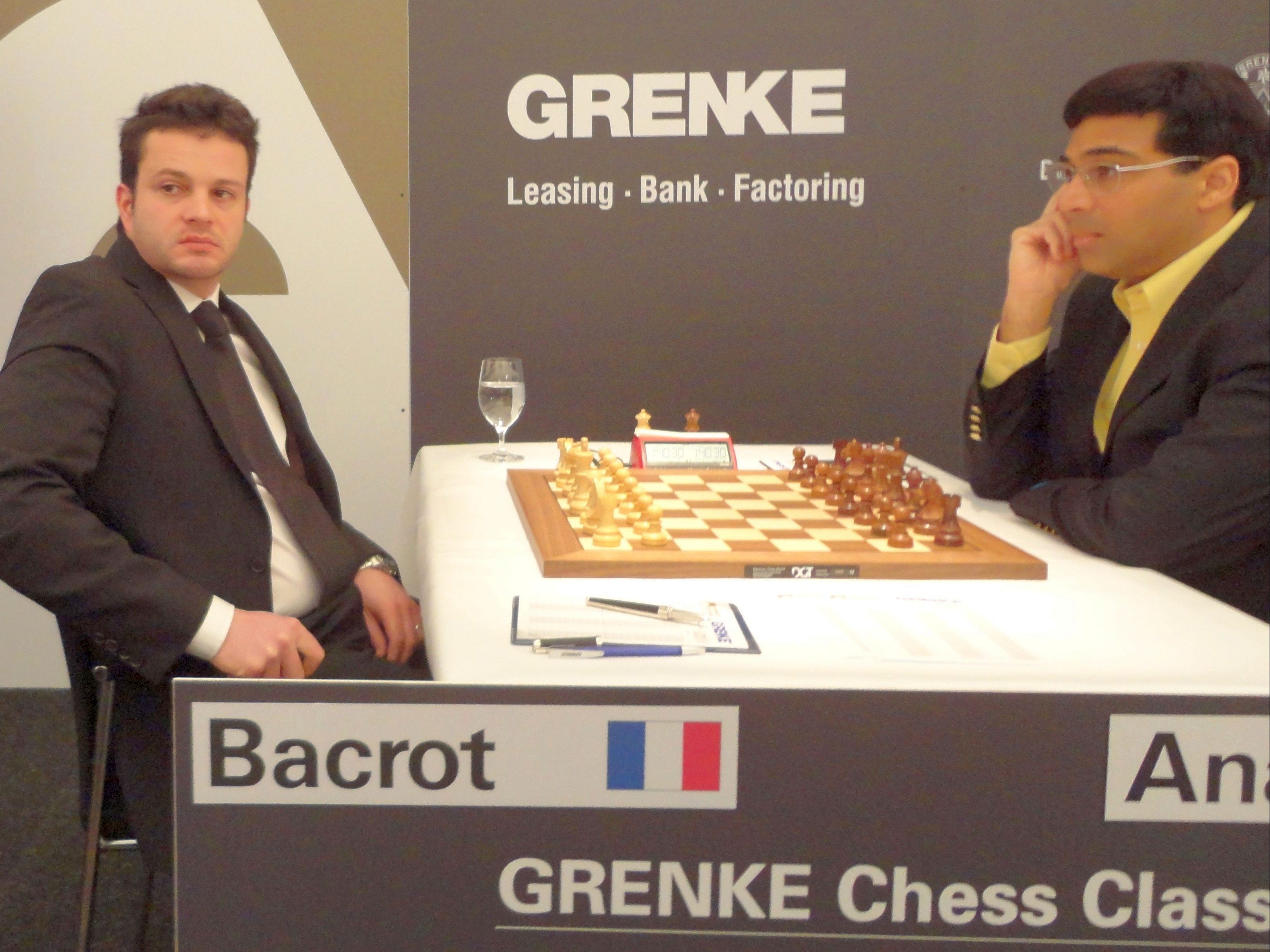
Bacrot face à Anand lors du tournoi Grenke de Baden-Baden, Allemagne, en 2015.

| Année | Fait notable                                                                     |
| ----- | -------------------------------------------------------------------------------- |
| 2010  | 1er-9e du festival d'échecs de Gibraltar (sixième au départage)                  |
| 2010  | Neuvième de l'open Aeroflot à Moscou                                             |
| 2010  | Troisième place au tournoi de Nankin (catégorie 21, victoire de Carlsen)         |
| 2010  | Vainqueur de l'open de Genève (5,5 / 7) au départage devant Khenkin et Valsecci  |
| 2011  | Troisième de l'open de Bâle (5,5 / 7)                                            |
| 2011  | Deuxième victoire au tournoi de Poïkovski (tournoi de catégorie 19)              |
| 2012  | 10e de l'open de Fujaïrah (5,5 / 9)                                              |
| 2012  | Vainqueur de l'open de Genève (5,5 / 7) au départage devant Malakhatko           |
| 2013  | 1er-4e du tournoi de Bienne (3e après départages, victoire de Vachier-Lagrave)   |
| 2013  | 3e-4e au grand prix FIDE de Paris (cat. 20, victoire de Caruana et Guelfand)     |
| 2014  | Troisième du tournoi de Poïkovski (victoire de Morozevitch)                      |
| 2014  | Troisième du Tournoi d'échecs de Şəmkir B (victoire de Pavel Eljanov)            |
| 2015  | Quatrième de l'open Neckar de Deizisau (victoire de Li Chao)                     |
| 2015  | 5e-6e du tournoi Grenke de Baden-Baden (3,5/7, =7) remporté par Carlsen          |
| 2015  | 4e-12e de l'open de Nakhitchevan (6,5 / 9)                                       |
| 2016  | 3e-8e du festival d'échecs de Gibraltar (troisième au départage)                 |
| 2016  | Covainqueur de l'open du tournoi de Londres (ex æquo avec Mazé) : 7,5 / 9        |
| 2017  | 1er-4e de l'open Grenke (troisième au départage) : 7,5 / 9 (+6 =3)               |
| 2017  | Deuxième du tournoi de grands maîtres du festival de Bienne                      |
| 2018  | 5e-25e de l'open Grenke (Karlsruhe) : 7 / 9 (+5 =4)                              |
| 2018  | 2e-3e du tournoi de la paix de Zagreb : 7 / 11 (+ 3 =8) (victoire de Adhiban),   |
| 2019  | 9e-31e de l'open Grenke (Karlsruhe) : 7 / 9 (+5 =4)                              |
| 2019  | 65e-104e de l'open FIDE Chess.com de l'île de Man : 5,5 / 11 (+1, −1, =9)        |
| 2019  | 2e-3e du tournoi de la paix de Zagreb : 7 / 11 (+ 3 =8) (victoire de Ivantchouk) |

#### Années 2020
| Année | Fait notable                                                  |
| ----- | ------------------------------------------------------------- |
| 2023  | Cinquième du championnat d'Europe individuel : 8 / 11 (+5 =6) |

### Compétitions blitz, rapides et aléatoires Fischer

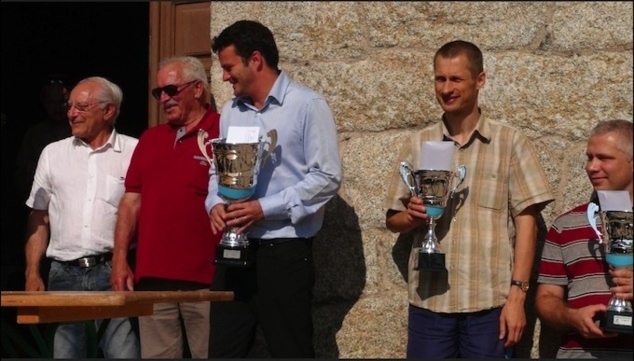
Bacrot victorieux à Quenza, Corse, en 2013.

| Année | Fait notable |
| ----- | --- |
| 1995  | Paris (Grand Prix intel rapide) : éliminé au premier tour par Kramnik (0,5-1,5) |
| 1997  | 9e-20e et premier junior du premier open rapide de Corse à Bastia (6,5 / 9) |
| 1998  | Cap d'Agde : éliminé en demi-finale par Karpov (0,5-1,5) |
| 1999  | (Bastia) Match rapide contre Judit Polgar : victoire (3-1) |
| 2000  | (Cannes) Match contre Anatoli Karpov : victoire (2-0) en rapide, défaite (0-2) en blitz |
| 2000  | Cap d'Agde : éliminé en quart de finale par Serper |
| 2001  | Coupe du monde d'échecs rapides à Cannes : 3e-4e du groupe B (victoire de Adams) (éliminé par Bareïev en quart de finale, finale remportée par Kasparov) |
| 2001  | Match Europe-Asie rapide : 8,5-3,5 (+5 =7) |
| 2002  | Huitième (sur 16 joueurs) de la coupe du monde (ou Grand Prix) FIDE rapide de Dubai |
| 2003  | 1er-3e du tournoi préliminaire du festival du Cap-d'Agde (4,5 / 7) ; éliminé par Grichtchouk en quart de finale (championnat du monde d'échecs de parties rapides de la FIDE remporté par Anand)                                                                                            |
| 2003  | Finaliste du championnat d'Europe de parties rapides par internet bat Michael Adams en demi-finale (4-2), perd la finale contre Emil Sutovsky (1,5-3,5) |
| 2004  | Deuxième de l'open d'échecs aléatoires Fischer rapide (chess960) de Mayence |
| 2004  | Neuvième de l'open Ordix rapide de Mayence (8,5 / 11) (victoire de Grichtchouk) |
| 2004  | Demi-finaliste du Corsica Masters rapide (éliminé par Anand) |
| 2005  | 8e-15e de l'open Ordix rapide de Mayence (8,5 / 11) (victoire de Radjabov) |
| 2006  | Vainqueur de l'open d'échecs aléatoires Fischer rapide (chess960) de Mayence (9,5/11) |
| 2006  | Bastia (Corsica Masters rapide) : éliminé en demi-finale par Qosimjonov |
| 2006  | Septième du championnat du monde blitz : 8 / 15 (victoire de Grichtchouk) |
| 2006  | Cap-d'Agde : éliminé en quart de finale par Radjabov |
| 2007  | Troisième du championnat du monde d'échecs aléatoires Fischer rapide de Mayence (derrière Anand et Aronian) |
| 2007  | Coupe du monde rapide ACP : éliminé en quart de finale par Ivantchouk |
| 2007  | Deuxième du tournoi de qualification pour le championnat du monde de blitz de Moscou Bacrot finit 19e (sur 20 joueurs) de la finale disputée après le mémorial Tal |
| 2008  | (Porto-Vecchio) Match exhibition rapide contre Tkachiev perdu : 0 - 2 |
| 2008  | Bastia (Corsica Masters rapide) : éliminé par Tiviakov en demi-finale |
| 2009  | Dixième de l'open Ordix rapide de Mayence (8,5 / 11) (victoire de Mamedyarov) |
| 2009  | Coupe du monde rapide ACP : éliminé au premier tour par Moiseenko |
| 2010  | Coupe du monde rapide ACP : éliminé au premier tour par Chirov |
| 2011  | Champion de France de blitz |
| 2011  | 17e du championnat d'Europe de blitz |
| 2012  | Deuxième (finaliste) du tournoi exhibition de blitz à Bienne : Bacrot élimine Carlsen (2-1) et Kosteniouk (1,5-0,5) avant d'être battu en finale par Nakamura (0,5-1,5). |
| 2012  | Victoire au Corsica Masters (rapide) à Bastia (bat Fressinet en finale) |
| 2013  | Deuxième des Internationaux de Paris-Ile-de-France de blitz (victoire de Vachier-Lagrave) |
| 2013  | Vainqueur du trophée Karpov au Cap d'Agde (bat Anatoli Karpov en finale] |
| 2013  | Victoire à l'open de blitz de Quenza (8,5/9) |
| 2013  | Vainqueur de l'open international rapide de Balagne (bat Fressinet en départage) |
| 2014  | Vainqueur du tournoi rapide de Balagne, vainqueur de Fressinet en finale |
| 2014  | 6e-11e du championnat du monde d'échecs de parties rapides (10 / 15, 113 joueurs) 19e (sur 118 joueurs) du championnat du monde de blitz à Dubaï (12,5 / 21) |
| 2015  | 1er-3e du tournoi préliminaire du Grand Prix de Nancy rapide, puis éliminé en 8e de finale |
| 2015  | Finaliste du tournoi rapide de Balagne, battu en finale par Fressinet |
| 2015  | Vainqueur du tournoi mémorial rapide Ferdynand Dziedzic à Trzcianka |
| 2015  | Deuxième de l'open de blitz de Quenza remporté par Vachier-Lagrave |
| 2015  | Deuxième du tournoi rapide ACP Masters de Ashdod (victoire de Ivantchouk) |
| 2016  | (Porto-Vecchio) Match exhibition rapide contre Svidler : 2 - 1, après départage |
| 2016  | Vainqueur du trophée Karpov du Cap-d'Agde (bat Romain Edouard en finale) |
| 2016  | 3e ex æquo de l'open super rapide de Londres (8 / 10, victoire de Valentina Gounina) |
| 2017  | Vainqueur du 14e tournoi rapide de Balagne : 1er de l'open (9/9) et vainqueur du tournoi à élimination directe (bat Fressinet en finale) |
| 2018  | 2e-5e de l'open international rapide de Bastia (7/9, victoire de A. Motyliov) |
| 2018  | Vainqueur du tournoi rapide de Marseille (7,5/9) |
| 2018  | Deuxième du tournoi de blitz de Marseille (7,5/9) |
| 2019  | Deuxième du tournoi rapide d'Ollioules (7,5/9) |
| 2019  | 1er-5e du tournoi rapide de Vitrolles (7/9) |
| 2020  | Finaliste et deuxième de la Blitzstream Cup, tournoi caritatif se déroulant sur Internet en 3+0, réunissant l'élite française des échecs. Il gagne le Blitzstream Invitational, organisé en septembre 2020 par la chaîne Twitch de Blitzstream en s'imposant 2 sets à 0 contre Robert Hess. |

## Quelques parties remarquables

### Polgár – Bacrot, 1999
|   | a | b | c | d | e | f | g | h |   |
| 8 | Tour noire sur case noire d8 · Tour blanche sur case noire c7 · Pion noir sur case blanche h7 · Roi noir sur case blanche e6 · Pion noir sur case blanche g6 · Pion noir sur case blanche b5 · Pion noir sur case blanche f5 · Pion blanc sur case noire b4 · Pion noir sur case blanche e4 · Roi blanc sur case noire f4 · Pion noir sur case blanche d3 · Pion blanc sur case blanche a2 · Pion noir sur case blanche c2 · Pion blanc sur case blanche g2 · Tour blanche sur case blanche h1 | Tour noire sur case noire d8 · Tour blanche sur case noire c7 · Pion noir sur case blanche h7 · Roi noir sur case blanche e6 · Pion noir sur case blanche g6 · Pion noir sur case blanche b5 · Pion noir sur case blanche f5 · Pion blanc sur case noire b4 · Pion noir sur case blanche e4 · Roi blanc sur case noire f4 · Pion noir sur case blanche d3 · Pion blanc sur case blanche a2 · Pion noir sur case blanche c2 · Pion blanc sur case blanche g2 · Tour blanche sur case blanche h1 | Tour noire sur case noire d8 · Tour blanche sur case noire c7 · Pion noir sur case blanche h7 · Roi noir sur case blanche e6 · Pion noir sur case blanche g6 · Pion noir sur case blanche b5 · Pion noir sur case blanche f5 · Pion blanc sur case noire b4 · Pion noir sur case blanche e4 · Roi blanc sur case noire f4 · Pion noir sur case blanche d3 · Pion blanc sur case blanche a2 · Pion noir sur case blanche c2 · Pion blanc sur case blanche g2 · Tour blanche sur case blanche h1 | Tour noire sur case noire d8 · Tour blanche sur case noire c7 · Pion noir sur case blanche h7 · Roi noir sur case blanche e6 · Pion noir sur case blanche g6 · Pion noir sur case blanche b5 · Pion noir sur case blanche f5 · Pion blanc sur case noire b4 · Pion noir sur case blanche e4 · Roi blanc sur case noire f4 · Pion noir sur case blanche d3 · Pion blanc sur case blanche a2 · Pion noir sur case blanche c2 · Pion blanc sur case blanche g2 · Tour blanche sur case blanche h1 | Tour noire sur case noire d8 · Tour blanche sur case noire c7 · Pion noir sur case blanche h7 · Roi noir sur case blanche e6 · Pion noir sur case blanche g6 · Pion noir sur case blanche b5 · Pion noir sur case blanche f5 · Pion blanc sur case noire b4 · Pion noir sur case blanche e4 · Roi blanc sur case noire f4 · Pion noir sur case blanche d3 · Pion blanc sur case blanche a2 · Pion noir sur case blanche c2 · Pion blanc sur case blanche g2 · Tour blanche sur case blanche h1 | Tour noire sur case noire d8 · Tour blanche sur case noire c7 · Pion noir sur case blanche h7 · Roi noir sur case blanche e6 · Pion noir sur case blanche g6 · Pion noir sur case blanche b5 · Pion noir sur case blanche f5 · Pion blanc sur case noire b4 · Pion noir sur case blanche e4 · Roi blanc sur case noire f4 · Pion noir sur case blanche d3 · Pion blanc sur case blanche a2 · Pion noir sur case blanche c2 · Pion blanc sur case blanche g2 · Tour blanche sur case blanche h1 | Tour noire sur case noire d8 · Tour blanche sur case noire c7 · Pion noir sur case blanche h7 · Roi noir sur case blanche e6 · Pion noir sur case blanche g6 · Pion noir sur case blanche b5 · Pion noir sur case blanche f5 · Pion blanc sur case noire b4 · Pion noir sur case blanche e4 · Roi blanc sur case noire f4 · Pion noir sur case blanche d3 · Pion blanc sur case blanche a2 · Pion noir sur case blanche c2 · Pion blanc sur case blanche g2 · Tour blanche sur case blanche h1 | Tour noire sur case noire d8 · Tour blanche sur case noire c7 · Pion noir sur case blanche h7 · Roi noir sur case blanche e6 · Pion noir sur case blanche g6 · Pion noir sur case blanche b5 · Pion noir sur case blanche f5 · Pion blanc sur case noire b4 · Pion noir sur case blanche e4 · Roi blanc sur case noire f4 · Pion noir sur case blanche d3 · Pion blanc sur case blanche a2 · Pion noir sur case blanche c2 · Pion blanc sur case blanche g2 · Tour blanche sur case blanche h1 | 8 |
| 7 | Tour noire sur case noire d8 · Tour blanche sur case noire c7 · Pion noir sur case blanche h7 · Roi noir sur case blanche e6 · Pion noir sur case blanche g6 · Pion noir sur case blanche b5 · Pion noir sur case blanche f5 · Pion blanc sur case noire b4 · Pion noir sur case blanche e4 · Roi blanc sur case noire f4 · Pion noir sur case blanche d3 · Pion blanc sur case blanche a2 · Pion noir sur case blanche c2 · Pion blanc sur case blanche g2 · Tour blanche sur case blanche h1 | Tour noire sur case noire d8 · Tour blanche sur case noire c7 · Pion noir sur case blanche h7 · Roi noir sur case blanche e6 · Pion noir sur case blanche g6 · Pion noir sur case blanche b5 · Pion noir sur case blanche f5 · Pion blanc sur case noire b4 · Pion noir sur case blanche e4 · Roi blanc sur case noire f4 · Pion noir sur case blanche d3 · Pion blanc sur case blanche a2 · Pion noir sur case blanche c2 · Pion blanc sur case blanche g2 · Tour blanche sur case blanche h1 | Tour noire sur case noire d8 · Tour blanche sur case noire c7 · Pion noir sur case blanche h7 · Roi noir sur case blanche e6 · Pion noir sur case blanche g6 · Pion noir sur case blanche b5 · Pion noir sur case blanche f5 · Pion blanc sur case noire b4 · Pion noir sur case blanche e4 · Roi blanc sur case noire f4 · Pion noir sur case blanche d3 · Pion blanc sur case blanche a2 · Pion noir sur case blanche c2 · Pion blanc sur case blanche g2 · Tour blanche sur case blanche h1 | Tour noire sur case noire d8 · Tour blanche sur case noire c7 · Pion noir sur case blanche h7 · Roi noir sur case blanche e6 · Pion noir sur case blanche g6 · Pion noir sur case blanche b5 · Pion noir sur case blanche f5 · Pion blanc sur case noire b4 · Pion noir sur case blanche e4 · Roi blanc sur case noire f4 · Pion noir sur case blanche d3 · Pion blanc sur case blanche a2 · Pion noir sur case blanche c2 · Pion blanc sur case blanche g2 · Tour blanche sur case blanche h1 | Tour noire sur case noire d8 · Tour blanche sur case noire c7 · Pion noir sur case blanche h7 · Roi noir sur case blanche e6 · Pion noir sur case blanche g6 · Pion noir sur case blanche b5 · Pion noir sur case blanche f5 · Pion blanc sur case noire b4 · Pion noir sur case blanche e4 · Roi blanc sur case noire f4 · Pion noir sur case blanche d3 · Pion blanc sur case blanche a2 · Pion noir sur case blanche c2 · Pion blanc sur case blanche g2 · Tour blanche sur case blanche h1 | Tour noire sur case noire d8 · Tour blanche sur case noire c7 · Pion noir sur case blanche h7 · Roi noir sur case blanche e6 · Pion noir sur case blanche g6 · Pion noir sur case blanche b5 · Pion noir sur case blanche f5 · Pion blanc sur case noire b4 · Pion noir sur case blanche e4 · Roi blanc sur case noire f4 · Pion noir sur case blanche d3 · Pion blanc sur case blanche a2 · Pion noir sur case blanche c2 · Pion blanc sur case blanche g2 · Tour blanche sur case blanche h1 | Tour noire sur case noire d8 · Tour blanche sur case noire c7 · Pion noir sur case blanche h7 · Roi noir sur case blanche e6 · Pion noir sur case blanche g6 · Pion noir sur case blanche b5 · Pion noir sur case blanche f5 · Pion blanc sur case noire b4 · Pion noir sur case blanche e4 · Roi blanc sur case noire f4 · Pion noir sur case blanche d3 · Pion blanc sur case blanche a2 · Pion noir sur case blanche c2 · Pion blanc sur case blanche g2 · Tour blanche sur case blanche h1 | Tour noire sur case noire d8 · Tour blanche sur case noire c7 · Pion noir sur case blanche h7 · Roi noir sur case blanche e6 · Pion noir sur case blanche g6 · Pion noir sur case blanche b5 · Pion noir sur case blanche f5 · Pion blanc sur case noire b4 · Pion noir sur case blanche e4 · Roi blanc sur case noire f4 · Pion noir sur case blanche d3 · Pion blanc sur case blanche a2 · Pion noir sur case blanche c2 · Pion blanc sur case blanche g2 · Tour blanche sur case blanche h1 | 7 |
| 6 | Tour noire sur case noire d8 · Tour blanche sur case noire c7 · Pion noir sur case blanche h7 · Roi noir sur case blanche e6 · Pion noir sur case blanche g6 · Pion noir sur case blanche b5 · Pion noir sur case blanche f5 · Pion blanc sur case noire b4 · Pion noir sur case blanche e4 · Roi blanc sur case noire f4 · Pion noir sur case blanche d3 · Pion blanc sur case blanche a2 · Pion noir sur case blanche c2 · Pion blanc sur case blanche g2 · Tour blanche sur case blanche h1 | Tour noire sur case noire d8 · Tour blanche sur case noire c7 · Pion noir sur case blanche h7 · Roi noir sur case blanche e6 · Pion noir sur case blanche g6 · Pion noir sur case blanche b5 · Pion noir sur case blanche f5 · Pion blanc sur case noire b4 · Pion noir sur case blanche e4 · Roi blanc sur case noire f4 · Pion noir sur case blanche d3 · Pion blanc sur case blanche a2 · Pion noir sur case blanche c2 · Pion blanc sur case blanche g2 · Tour blanche sur case blanche h1 | Tour noire sur case noire d8 · Tour blanche sur case noire c7 · Pion noir sur case blanche h7 · Roi noir sur case blanche e6 · Pion noir sur case blanche g6 · Pion noir sur case blanche b5 · Pion noir sur case blanche f5 · Pion blanc sur case noire b4 · Pion noir sur case blanche e4 · Roi blanc sur case noire f4 · Pion noir sur case blanche d3 · Pion blanc sur case blanche a2 · Pion noir sur case blanche c2 · Pion blanc sur case blanche g2 · Tour blanche sur case blanche h1 | Tour noire sur case noire d8 · Tour blanche sur case noire c7 · Pion noir sur case blanche h7 · Roi noir sur case blanche e6 · Pion noir sur case blanche g6 · Pion noir sur case blanche b5 · Pion noir sur case blanche f5 · Pion blanc sur case noire b4 · Pion noir sur case blanche e4 · Roi blanc sur case noire f4 · Pion noir sur case blanche d3 · Pion blanc sur case blanche a2 · Pion noir sur case blanche c2 · Pion blanc sur case blanche g2 · Tour blanche sur case blanche h1 | Tour noire sur case noire d8 · Tour blanche sur case noire c7 · Pion noir sur case blanche h7 · Roi noir sur case blanche e6 · Pion noir sur case blanche g6 · Pion noir sur case blanche b5 · Pion noir sur case blanche f5 · Pion blanc sur case noire b4 · Pion noir sur case blanche e4 · Roi blanc sur case noire f4 · Pion noir sur case blanche d3 · Pion blanc sur case blanche a2 · Pion noir sur case blanche c2 · Pion blanc sur case blanche g2 · Tour blanche sur case blanche h1 | Tour noire sur case noire d8 · Tour blanche sur case noire c7 · Pion noir sur case blanche h7 · Roi noir sur case blanche e6 · Pion noir sur case blanche g6 · Pion noir sur case blanche b5 · Pion noir sur case blanche f5 · Pion blanc sur case noire b4 · Pion noir sur case blanche e4 · Roi blanc sur case noire f4 · Pion noir sur case blanche d3 · Pion blanc sur case blanche a2 · Pion noir sur case blanche c2 · Pion blanc sur case blanche g2 · Tour blanche sur case blanche h1 | Tour noire sur case noire d8 · Tour blanche sur case noire c7 · Pion noir sur case blanche h7 · Roi noir sur case blanche e6 · Pion noir sur case blanche g6 · Pion noir sur case blanche b5 · Pion noir sur case blanche f5 · Pion blanc sur case noire b4 · Pion noir sur case blanche e4 · Roi blanc sur case noire f4 · Pion noir sur case blanche d3 · Pion blanc sur case blanche a2 · Pion noir sur case blanche c2 · Pion blanc sur case blanche g2 · Tour blanche sur case blanche h1 | Tour noire sur case noire d8 · Tour blanche sur case noire c7 · Pion noir sur case blanche h7 · Roi noir sur case blanche e6 · Pion noir sur case blanche g6 · Pion noir sur case blanche b5 · Pion noir sur case blanche f5 · Pion blanc sur case noire b4 · Pion noir sur case blanche e4 · Roi blanc sur case noire f4 · Pion noir sur case blanche d3 · Pion blanc sur case blanche a2 · Pion noir sur case blanche c2 · Pion blanc sur case blanche g2 · Tour blanche sur case blanche h1 | 6 |
| 5 | Tour noire sur case noire d8 · Tour blanche sur case noire c7 · Pion noir sur case blanche h7 · Roi noir sur case blanche e6 · Pion noir sur case blanche g6 · Pion noir sur case blanche b5 · Pion noir sur case blanche f5 · Pion blanc sur case noire b4 · Pion noir sur case blanche e4 · Roi blanc sur case noire f4 · Pion noir sur case blanche d3 · Pion blanc sur case blanche a2 · Pion noir sur case blanche c2 · Pion blanc sur case blanche g2 · Tour blanche sur case blanche h1 | Tour noire sur case noire d8 · Tour blanche sur case noire c7 · Pion noir sur case blanche h7 · Roi noir sur case blanche e6 · Pion noir sur case blanche g6 · Pion noir sur case blanche b5 · Pion noir sur case blanche f5 · Pion blanc sur case noire b4 · Pion noir sur case blanche e4 · Roi blanc sur case noire f4 · Pion noir sur case blanche d3 · Pion blanc sur case blanche a2 · Pion noir sur case blanche c2 · Pion blanc sur case blanche g2 · Tour blanche sur case blanche h1 | Tour noire sur case noire d8 · Tour blanche sur case noire c7 · Pion noir sur case blanche h7 · Roi noir sur case blanche e6 · Pion noir sur case blanche g6 · Pion noir sur case blanche b5 · Pion noir sur case blanche f5 · Pion blanc sur case noire b4 · Pion noir sur case blanche e4 · Roi blanc sur case noire f4 · Pion noir sur case blanche d3 · Pion blanc sur case blanche a2 · Pion noir sur case blanche c2 · Pion blanc sur case blanche g2 · Tour blanche sur case blanche h1 | Tour noire sur case noire d8 · Tour blanche sur case noire c7 · Pion noir sur case blanche h7 · Roi noir sur case blanche e6 · Pion noir sur case blanche g6 · Pion noir sur case blanche b5 · Pion noir sur case blanche f5 · Pion blanc sur case noire b4 · Pion noir sur case blanche e4 · Roi blanc sur case noire f4 · Pion noir sur case blanche d3 · Pion blanc sur case blanche a2 · Pion noir sur case blanche c2 · Pion blanc sur case blanche g2 · Tour blanche sur case blanche h1 | Tour noire sur case noire d8 · Tour blanche sur case noire c7 · Pion noir sur case blanche h7 · Roi noir sur case blanche e6 · Pion noir sur case blanche g6 · Pion noir sur case blanche b5 · Pion noir sur case blanche f5 · Pion blanc sur case noire b4 · Pion noir sur case blanche e4 · Roi blanc sur case noire f4 · Pion noir sur case blanche d3 · Pion blanc sur case blanche a2 · Pion noir sur case blanche c2 · Pion blanc sur case blanche g2 · Tour blanche sur case blanche h1 | Tour noire sur case noire d8 · Tour blanche sur case noire c7 · Pion noir sur case blanche h7 · Roi noir sur case blanche e6 · Pion noir sur case blanche g6 · Pion noir sur case blanche b5 · Pion noir sur case blanche f5 · Pion blanc sur case noire b4 · Pion noir sur case blanche e4 · Roi blanc sur case noire f4 · Pion noir sur case blanche d3 · Pion blanc sur case blanche a2 · Pion noir sur case blanche c2 · Pion blanc sur case blanche g2 · Tour blanche sur case blanche h1 | Tour noire sur case noire d8 · Tour blanche sur case noire c7 · Pion noir sur case blanche h7 · Roi noir sur case blanche e6 · Pion noir sur case blanche g6 · Pion noir sur case blanche b5 · Pion noir sur case blanche f5 · Pion blanc sur case noire b4 · Pion noir sur case blanche e4 · Roi blanc sur case noire f4 · Pion noir sur case blanche d3 · Pion blanc sur case blanche a2 · Pion noir sur case blanche c2 · Pion blanc sur case blanche g2 · Tour blanche sur case blanche h1 | Tour noire sur case noire d8 · Tour blanche sur case noire c7 · Pion noir sur case blanche h7 · Roi noir sur case blanche e6 · Pion noir sur case blanche g6 · Pion noir sur case blanche b5 · Pion noir sur case blanche f5 · Pion blanc sur case noire b4 · Pion noir sur case blanche e4 · Roi blanc sur case noire f4 · Pion noir sur case blanche d3 · Pion blanc sur case blanche a2 · Pion noir sur case blanche c2 · Pion blanc sur case blanche g2 · Tour blanche sur case blanche h1 | 5 |
| 4 | Tour noire sur case noire d8 · Tour blanche sur case noire c7 · Pion noir sur case blanche h7 · Roi noir sur case blanche e6 · Pion noir sur case blanche g6 · Pion noir sur case blanche b5 · Pion noir sur case blanche f5 · Pion blanc sur case noire b4 · Pion noir sur case blanche e4 · Roi blanc sur case noire f4 · Pion noir sur case blanche d3 · Pion blanc sur case blanche a2 · Pion noir sur case blanche c2 · Pion blanc sur case blanche g2 · Tour blanche sur case blanche h1 | Tour noire sur case noire d8 · Tour blanche sur case noire c7 · Pion noir sur case blanche h7 · Roi noir sur case blanche e6 · Pion noir sur case blanche g6 · Pion noir sur case blanche b5 · Pion noir sur case blanche f5 · Pion blanc sur case noire b4 · Pion noir sur case blanche e4 · Roi blanc sur case noire f4 · Pion noir sur case blanche d3 · Pion blanc sur case blanche a2 · Pion noir sur case blanche c2 · Pion blanc sur case blanche g2 · Tour blanche sur case blanche h1 | Tour noire sur case noire d8 · Tour blanche sur case noire c7 · Pion noir sur case blanche h7 · Roi noir sur case blanche e6 · Pion noir sur case blanche g6 · Pion noir sur case blanche b5 · Pion noir sur case blanche f5 · Pion blanc sur case noire b4 · Pion noir sur case blanche e4 · Roi blanc sur case noire f4 · Pion noir sur case blanche d3 · Pion blanc sur case blanche a2 · Pion noir sur case blanche c2 · Pion blanc sur case blanche g2 · Tour blanche sur case blanche h1 | Tour noire sur case noire d8 · Tour blanche sur case noire c7 · Pion noir sur case blanche h7 · Roi noir sur case blanche e6 · Pion noir sur case blanche g6 · Pion noir sur case blanche b5 · Pion noir sur case blanche f5 · Pion blanc sur case noire b4 · Pion noir sur case blanche e4 · Roi blanc sur case noire f4 · Pion noir sur case blanche d3 · Pion blanc sur case blanche a2 · Pion noir sur case blanche c2 · Pion blanc sur case blanche g2 · Tour blanche sur case blanche h1 | Tour noire sur case noire d8 · Tour blanche sur case noire c7 · Pion noir sur case blanche h7 · Roi noir sur case blanche e6 · Pion noir sur case blanche g6 · Pion noir sur case blanche b5 · Pion noir sur case blanche f5 · Pion blanc sur case noire b4 · Pion noir sur case blanche e4 · Roi blanc sur case noire f4 · Pion noir sur case blanche d3 · Pion blanc sur case blanche a2 · Pion noir sur case blanche c2 · Pion blanc sur case blanche g2 · Tour blanche sur case blanche h1 | Tour noire sur case noire d8 · Tour blanche sur case noire c7 · Pion noir sur case blanche h7 · Roi noir sur case blanche e6 · Pion noir sur case blanche g6 · Pion noir sur case blanche b5 · Pion noir sur case blanche f5 · Pion blanc sur case noire b4 · Pion noir sur case blanche e4 · Roi blanc sur case noire f4 · Pion noir sur case blanche d3 · Pion blanc sur case blanche a2 · Pion noir sur case blanche c2 · Pion blanc sur case blanche g2 · Tour blanche sur case blanche h1 | Tour noire sur case noire d8 · Tour blanche sur case noire c7 · Pion noir sur case blanche h7 · Roi noir sur case blanche e6 · Pion noir sur case blanche g6 · Pion noir sur case blanche b5 · Pion noir sur case blanche f5 · Pion blanc sur case noire b4 · Pion noir sur case blanche e4 · Roi blanc sur case noire f4 · Pion noir sur case blanche d3 · Pion blanc sur case blanche a2 · Pion noir sur case blanche c2 · Pion blanc sur case blanche g2 · Tour blanche sur case blanche h1 | Tour noire sur case noire d8 · Tour blanche sur case noire c7 · Pion noir sur case blanche h7 · Roi noir sur case blanche e6 · Pion noir sur case blanche g6 · Pion noir sur case blanche b5 · Pion noir sur case blanche f5 · Pion blanc sur case noire b4 · Pion noir sur case blanche e4 · Roi blanc sur case noire f4 · Pion noir sur case blanche d3 · Pion blanc sur case blanche a2 · Pion noir sur case blanche c2 · Pion blanc sur case blanche g2 · Tour blanche sur case blanche h1 | 4 |
| 3 | Tour noire sur case noire d8 · Tour blanche sur case noire c7 · Pion noir sur case blanche h7 · Roi noir sur case blanche e6 · Pion noir sur case blanche g6 · Pion noir sur case blanche b5 · Pion noir sur case blanche f5 · Pion blanc sur case noire b4 · Pion noir sur case blanche e4 · Roi blanc sur case noire f4 · Pion noir sur case blanche d3 · Pion blanc sur case blanche a2 · Pion noir sur case blanche c2 · Pion blanc sur case blanche g2 · Tour blanche sur case blanche h1 | Tour noire sur case noire d8 · Tour blanche sur case noire c7 · Pion noir sur case blanche h7 · Roi noir sur case blanche e6 · Pion noir sur case blanche g6 · Pion noir sur case blanche b5 · Pion noir sur case blanche f5 · Pion blanc sur case noire b4 · Pion noir sur case blanche e4 · Roi blanc sur case noire f4 · Pion noir sur case blanche d3 · Pion blanc sur case blanche a2 · Pion noir sur case blanche c2 · Pion blanc sur case blanche g2 · Tour blanche sur case blanche h1 | Tour noire sur case noire d8 · Tour blanche sur case noire c7 · Pion noir sur case blanche h7 · Roi noir sur case blanche e6 · Pion noir sur case blanche g6 · Pion noir sur case blanche b5 · Pion noir sur case blanche f5 · Pion blanc sur case noire b4 · Pion noir sur case blanche e4 · Roi blanc sur case noire f4 · Pion noir sur case blanche d3 · Pion blanc sur case blanche a2 · Pion noir sur case blanche c2 · Pion blanc sur case blanche g2 · Tour blanche sur case blanche h1 | Tour noire sur case noire d8 · Tour blanche sur case noire c7 · Pion noir sur case blanche h7 · Roi noir sur case blanche e6 · Pion noir sur case blanche g6 · Pion noir sur case blanche b5 · Pion noir sur case blanche f5 · Pion blanc sur case noire b4 · Pion noir sur case blanche e4 · Roi blanc sur case noire f4 · Pion noir sur case blanche d3 · Pion blanc sur case blanche a2 · Pion noir sur case blanche c2 · Pion blanc sur case blanche g2 · Tour blanche sur case blanche h1 | Tour noire sur case noire d8 · Tour blanche sur case noire c7 · Pion noir sur case blanche h7 · Roi noir sur case blanche e6 · Pion noir sur case blanche g6 · Pion noir sur case blanche b5 · Pion noir sur case blanche f5 · Pion blanc sur case noire b4 · Pion noir sur case blanche e4 · Roi blanc sur case noire f4 · Pion noir sur case blanche d3 · Pion blanc sur case blanche a2 · Pion noir sur case blanche c2 · Pion blanc sur case blanche g2 · Tour blanche sur case blanche h1 | Tour noire sur case noire d8 · Tour blanche sur case noire c7 · Pion noir sur case blanche h7 · Roi noir sur case blanche e6 · Pion noir sur case blanche g6 · Pion noir sur case blanche b5 · Pion noir sur case blanche f5 · Pion blanc sur case noire b4 · Pion noir sur case blanche e4 · Roi blanc sur case noire f4 · Pion noir sur case blanche d3 · Pion blanc sur case blanche a2 · Pion noir sur case blanche c2 · Pion blanc sur case blanche g2 · Tour blanche sur case blanche h1 | Tour noire sur case noire d8 · Tour blanche sur case noire c7 · Pion noir sur case blanche h7 · Roi noir sur case blanche e6 · Pion noir sur case blanche g6 · Pion noir sur case blanche b5 · Pion noir sur case blanche f5 · Pion blanc sur case noire b4 · Pion noir sur case blanche e4 · Roi blanc sur case noire f4 · Pion noir sur case blanche d3 · Pion blanc sur case blanche a2 · Pion noir sur case blanche c2 · Pion blanc sur case blanche g2 · Tour blanche sur case blanche h1 | Tour noire sur case noire d8 · Tour blanche sur case noire c7 · Pion noir sur case blanche h7 · Roi noir sur case blanche e6 · Pion noir sur case blanche g6 · Pion noir sur case blanche b5 · Pion noir sur case blanche f5 · Pion blanc sur case noire b4 · Pion noir sur case blanche e4 · Roi blanc sur case noire f4 · Pion noir sur case blanche d3 · Pion blanc sur case blanche a2 · Pion noir sur case blanche c2 · Pion blanc sur case blanche g2 · Tour blanche sur case blanche h1 | 3 |
| 2 | Tour noire sur case noire d8 · Tour blanche sur case noire c7 · Pion noir sur case blanche h7 · Roi noir sur case blanche e6 · Pion noir sur case blanche g6 · Pion noir sur case blanche b5 · Pion noir sur case blanche f5 · Pion blanc sur case noire b4 · Pion noir sur case blanche e4 · Roi blanc sur case noire f4 · Pion noir sur case blanche d3 · Pion blanc sur case blanche a2 · Pion noir sur case blanche c2 · Pion blanc sur case blanche g2 · Tour blanche sur case blanche h1 | Tour noire sur case noire d8 · Tour blanche sur case noire c7 · Pion noir sur case blanche h7 · Roi noir sur case blanche e6 · Pion noir sur case blanche g6 · Pion noir sur case blanche b5 · Pion noir sur case blanche f5 · Pion blanc sur case noire b4 · Pion noir sur case blanche e4 · Roi blanc sur case noire f4 · Pion noir sur case blanche d3 · Pion blanc sur case blanche a2 · Pion noir sur case blanche c2 · Pion blanc sur case blanche g2 · Tour blanche sur case blanche h1 | Tour noire sur case noire d8 · Tour blanche sur case noire c7 · Pion noir sur case blanche h7 · Roi noir sur case blanche e6 · Pion noir sur case blanche g6 · Pion noir sur case blanche b5 · Pion noir sur case blanche f5 · Pion blanc sur case noire b4 · Pion noir sur case blanche e4 · Roi blanc sur case noire f4 · Pion noir sur case blanche d3 · Pion blanc sur case blanche a2 · Pion noir sur case blanche c2 · Pion blanc sur case blanche g2 · Tour blanche sur case blanche h1 | Tour noire sur case noire d8 · Tour blanche sur case noire c7 · Pion noir sur case blanche h7 · Roi noir sur case blanche e6 · Pion noir sur case blanche g6 · Pion noir sur case blanche b5 · Pion noir sur case blanche f5 · Pion blanc sur case noire b4 · Pion noir sur case blanche e4 · Roi blanc sur case noire f4 · Pion noir sur case blanche d3 · Pion blanc sur case blanche a2 · Pion noir sur case blanche c2 · Pion blanc sur case blanche g2 · Tour blanche sur case blanche h1 | Tour noire sur case noire d8 · Tour blanche sur case noire c7 · Pion noir sur case blanche h7 · Roi noir sur case blanche e6 · Pion noir sur case blanche g6 · Pion noir sur case blanche b5 · Pion noir sur case blanche f5 · Pion blanc sur case noire b4 · Pion noir sur case blanche e4 · Roi blanc sur case noire f4 · Pion noir sur case blanche d3 · Pion blanc sur case blanche a2 · Pion noir sur case blanche c2 · Pion blanc sur case blanche g2 · Tour blanche sur case blanche h1 | Tour noire sur case noire d8 · Tour blanche sur case noire c7 · Pion noir sur case blanche h7 · Roi noir sur case blanche e6 · Pion noir sur case blanche g6 · Pion noir sur case blanche b5 · Pion noir sur case blanche f5 · Pion blanc sur case noire b4 · Pion noir sur case blanche e4 · Roi blanc sur case noire f4 · Pion noir sur case blanche d3 · Pion blanc sur case blanche a2 · Pion noir sur case blanche c2 · Pion blanc sur case blanche g2 · Tour blanche sur case blanche h1 | Tour noire sur case noire d8 · Tour blanche sur case noire c7 · Pion noir sur case blanche h7 · Roi noir sur case blanche e6 · Pion noir sur case blanche g6 · Pion noir sur case blanche b5 · Pion noir sur case blanche f5 · Pion blanc sur case noire b4 · Pion noir sur case blanche e4 · Roi blanc sur case noire f4 · Pion noir sur case blanche d3 · Pion blanc sur case blanche a2 · Pion noir sur case blanche c2 · Pion blanc sur case blanche g2 · Tour blanche sur case blanche h1 | Tour noire sur case noire d8 · Tour blanche sur case noire c7 · Pion noir sur case blanche h7 · Roi noir sur case blanche e6 · Pion noir sur case blanche g6 · Pion noir sur case blanche b5 · Pion noir sur case blanche f5 · Pion blanc sur case noire b4 · Pion noir sur case blanche e4 · Roi blanc sur case noire f4 · Pion noir sur case blanche d3 · Pion blanc sur case blanche a2 · Pion noir sur case blanche c2 · Pion blanc sur case blanche g2 · Tour blanche sur case blanche h1 | 2 |
| 1 | Tour noire sur case noire d8 · Tour blanche sur case noire c7 · Pion noir sur case blanche h7 · Roi noir sur case blanche e6 · Pion noir sur case blanche g6 · Pion noir sur case blanche b5 · Pion noir sur case blanche f5 · Pion blanc sur case noire b4 · Pion noir sur case blanche e4 · Roi blanc sur case noire f4 · Pion noir sur case blanche d3 · Pion blanc sur case blanche a2 · Pion noir sur case blanche c2 · Pion blanc sur case blanche g2 · Tour blanche sur case blanche h1 | Tour noire sur case noire d8 · Tour blanche sur case noire c7 · Pion noir sur case blanche h7 · Roi noir sur case blanche e6 · Pion noir sur case blanche g6 · Pion noir sur case blanche b5 · Pion noir sur case blanche f5 · Pion blanc sur case noire b4 · Pion noir sur case blanche e4 · Roi blanc sur case noire f4 · Pion noir sur case blanche d3 · Pion blanc sur case blanche a2 · Pion noir sur case blanche c2 · Pion blanc sur case blanche g2 · Tour blanche sur case blanche h1 | Tour noire sur case noire d8 · Tour blanche sur case noire c7 · Pion noir sur case blanche h7 · Roi noir sur case blanche e6 · Pion noir sur case blanche g6 · Pion noir sur case blanche b5 · Pion noir sur case blanche f5 · Pion blanc sur case noire b4 · Pion noir sur case blanche e4 · Roi blanc sur case noire f4 · Pion noir sur case blanche d3 · Pion blanc sur case blanche a2 · Pion noir sur case blanche c2 · Pion blanc sur case blanche g2 · Tour blanche sur case blanche h1 | Tour noire sur case noire d8 · Tour blanche sur case noire c7 · Pion noir sur case blanche h7 · Roi noir sur case blanche e6 · Pion noir sur case blanche g6 · Pion noir sur case blanche b5 · Pion noir sur case blanche f5 · Pion blanc sur case noire b4 · Pion noir sur case blanche e4 · Roi blanc sur case noire f4 · Pion noir sur case blanche d3 · Pion blanc sur case blanche a2 · Pion noir sur case blanche c2 · Pion blanc sur case blanche g2 · Tour blanche sur case blanche h1 | Tour noire sur case noire d8 · Tour blanche sur case noire c7 · Pion noir sur case blanche h7 · Roi noir sur case blanche e6 · Pion noir sur case blanche g6 · Pion noir sur case blanche b5 · Pion noir sur case blanche f5 · Pion blanc sur case noire b4 · Pion noir sur case blanche e4 · Roi blanc sur case noire f4 · Pion noir sur case blanche d3 · Pion blanc sur case blanche a2 · Pion noir sur case blanche c2 · Pion blanc sur case blanche g2 · Tour blanche sur case blanche h1 | Tour noire sur case noire d8 · Tour blanche sur case noire c7 · Pion noir sur case blanche h7 · Roi noir sur case blanche e6 · Pion noir sur case blanche g6 · Pion noir sur case blanche b5 · Pion noir sur case blanche f5 · Pion blanc sur case noire b4 · Pion noir sur case blanche e4 · Roi blanc sur case noire f4 · Pion noir sur case blanche d3 · Pion blanc sur case blanche a2 · Pion noir sur case blanche c2 · Pion blanc sur case blanche g2 · Tour blanche sur case blanche h1 | Tour noire sur case noire d8 · Tour blanche sur case noire c7 · Pion noir sur case blanche h7 · Roi noir sur case blanche e6 · Pion noir sur case blanche g6 · Pion noir sur case blanche b5 · Pion noir sur case blanche f5 · Pion blanc sur case noire b4 · Pion noir sur case blanche e4 · Roi blanc sur case noire f4 · Pion noir sur case blanche d3 · Pion blanc sur case blanche a2 · Pion noir sur case blanche c2 · Pion blanc sur case blanche g2 · Tour blanche sur case blanche h1 | Tour noire sur case noire d8 · Tour blanche sur case noire c7 · Pion noir sur case blanche h7 · Roi noir sur case blanche e6 · Pion noir sur case blanche g6 · Pion noir sur case blanche b5 · Pion noir sur case blanche f5 · Pion blanc sur case noire b4 · Pion noir sur case blanche e4 · Roi blanc sur case noire f4 · Pion noir sur case blanche d3 · Pion blanc sur case blanche a2 · Pion noir sur case blanche c2 · Pion blanc sur case blanche g2 · Tour blanche sur case blanche h1 | 1 |
|   | a | b | c | d | e | f | g | h |   |

Judit Polgár (2 671) – Étienne Bacrot (2 592)
Match en parties rapides disputé à Bastia, 1999, deuxième partie
Partie espagnole, défense Morphy (Code ECO : C78) :
1.e4 e5 2.Cf3 Cc6 3.Fb5 a6 4.Fa4 Cf6 5.0-0 b5 6.Fb3 Fc5 7.c3 d6 8.d4 Fb6 9.Fe3 0-0 10.Cbd2 Fb7 11.Te1 Te8 12.d5 Ce7 13.Fxb6 cxb6 14.Fc2 Dd7 15.Fd3 Tec8 16.Tc1 Tc7 17.b4 g6 18.De2 Tac8 19.c4 Cexd5 20.exd5 Cxd5 21.Fe4 f5 22.Fxd5+ Fxd5 23.Dd3 Fe6 24.Cg5 bxc4 25.Dh3 De7 26.Cxe6 Dxe6 27.Dc3 b5 28.f4 e4 29.Cf3 Df7 30.Cd4 d5 31.Tcd1 Te8 32.Rf2 Dg7 33.h4 Tce7 34.Te3 Td7 35.h5 Dh6 36.Ce2 Dxh5 37.Df6 Dh6 38.Dc6 Ted8 39.De6+ Rh8 40.Th3 Dg7 41.Cd4 Td6 42.De5 Dxe5 43.fxe5 Tb6 44.Re3 Rg7 45.Ce2 Te6 46.Cd4 Txe5 47.Cc6 d4+ 48.Rf4 Ted5 49.Cxd8 Txd8 50.Ta3 d3 51.Txa6 c3 52.Tc6 c2 53.Tc7+ Rf6 54.Tc6+ Rf7 55.Tc7+ Rf6 56.Tc6+ Rf7 57.Tc7+ Re6 58.Th1 (voir diagramme)
58... d2 59.Txc2 d1=D 60.Txd1 Txd1 61.Tc6+ Td6 62.Tc5 Td2 63.Txb5 Txg2 64.a4 g5+ 65.Re3 Tg3+ 66.Rd4 Td3+ 67.Rc4 Ta3 68.a5 g4 69.Tb8 g3 70.Tg8 Re5 71.Rb5 f4 72.a6 e3 73.Rb6 Re4 74.a7 e2 75.b5 0-1

### Bacrot - Ivantchouk, 2002
Étienne Bacrot (2 649) - Vassili Ivantchouk (2 717)
Grand Prix FIDE rapide (tournoi à élimination directe, aussi appelé « Coupe du monde FIDE rapide »), Dubai, 2002, ronde 2
Défense ouest-indienne, variante Kasparov (Code ECO : E12) :
1. c4 Cf6 2. Cf3 e6 3. Cc3 b6 4. d4 Fb7 5. Fg5 h6 6. Fh4 Fe7 7. Dc2 d6 8. e4 Cbd7 9. Fe2 c5 10. d5 exd5 11. exd5 Cxd5 12. Cxd5 Fxh4 13. Cxh4 Dxh4 14. Cc7+ Re7 15. Cxa8 Fxg2 16. Tg1 Fxa8 17. Txg7 Ce5 18. Dd2 Cg6 19. O-O-O Dg5 20. f4 Dxf4 21. Txf7+ Rxf7 22. Tf1 Dxf1+ 23. Fxf1 Re7 24. Fg2 Fxg2 25. Dxg2 Ce5 26. Db7+ Cd7 27. De4+ Ce5 28. Rc2 Tf8 29. Dh7+ Cf7 30. Rb3 Tb8 31. De4+ Rd7 32. Df3 Re6 33. Dd5+ Re7 34. Dc6 Td8 35. De4+ Ce5 36. Dh4+ Rd7 37. Dxh6 Rc6 38. Dg7 Td7 39. Dg8 Rc7 40. h4 Tf7 41. h5 Tf3+ 42. Rc2 Tf2+ 43. Rd1 Txb2 44. h6 Tf2 45. h7 Cf7 46. Df8 Tf1+ 47. Rc2 Tf2+ 48. Rb3 Tf3+ 49. Ra4 Tf4 50. Rb5 Rb7 51. De7+ Rc8 52. De8+ Rc7 53. Dc6+ Rd8 54. h8=D+ Cxh8 55. Dxd6+ 1-0

### Bacrot - Anand, 2010
Lors du super-tournoi de Nankin, Étienne Bacrot bat Viswanathan Anand, alors champion du monde d'échecs en titre.
Étienne Bacrot (2 716) - Viswanathan Anand (2 800)
Tournoi de Nankin, Chine, 23 octobre 2010, ronde 4
Défense slave, variante tchèque (Code ECO : D17), :
1. d4 d5 2. c4 c6 3. Cc3 Cf6 4. Cf3 dxc4 5. a4 Ff5 6. Ce5 e6 7. f3 Fb4 8. e4 Fxe4 9. fxe4 Cxe4 10. Fd2 Dxd4 11. Cxe4 Dxe4+ 12. De2 Fxd2+ 13. Rxd2 Dd5+ (« Cette variante de la défense Slave a été très à la mode à la fin des années 1990. Les noirs ont 4 pions pour la pièce et le roi blanc est un peu nu. Une compensation jugée suffisante par les théoriciens ») 14. Rc3 O-O 15. De3 b5 16. Fe2 Cd7 17. Cxd7 Dxd7 18. Thd1 De7 19. Rc2 a5 20. Ff3 Tac8 21. De5 g6 22. axb5 cxb5 23. Dxb5 Tc5 24. Dd7 Dg5 25. Dd4 Tfc8 26. Ta3 Tb5 27. Td2 Tb4 28. Rd1 Tcb8 29. Re2 Db5 30. Re1 Txb2 31. Txb2 Dxb2 32. Dxb2 Txb2 33. Txa5 c3 34. Tc5 Tb1+ 35. Re2 Tc1 36. Rd3 Rg7 37. Txc3 Txc3+ 38. Rxc3 f5 39. Rd4 Rf6 40. Fd1 h5 41. Ff3 h4 42. Fe2 (« Cette finale a défié les meilleurs moteurs d'analyse. La stratégie d’Étienne, sur le papier, est limpide, il cherche avec les mouvements pendulaires de son fou à affaiblir la structure d'Anand ») 42....g5? 43. Fa6 g4 44. Fb7! e5+ 45. Rd5! f4 46. Re4 1-0